# アルバニア社会主義人民共和国

アルバニア人民共和国（1946年 - 1976年）
アルバニア社会主義人民共和国（1976年 - 1991年）
アルバニア共和国（1991年 - 1992年）
Republika Popullore e Shqipërisë (アルバニア語)
Republika Popullore Socialiste e Shqipërisë (アルバニア語)
Republika e Shqipërisë (アルバニア語)

国の標語: 
Ti Shqipëri, më jep nder, më jep emrin Shqipëtar（アルバニア語）
汝、アルバニアは我に名誉、そしてアルバニア人の名をもたらす

Proletarë të të gjitha vendeve, bashkohuni!（アルバニア語）
"万国の労働者よ、団結せよ！"国歌: Himni i Flamurit（アルバニア語）
旗への賛歌

アルバニア社会主義人民共和国の位置（1989年）

1976年まではアルバニア人民共和国

アルバニア社会主義人民共和国（アルバニアしゃかいしゅぎじんみんきょうわこく、アルバニア語: Republika Popullore Socialiste e Shqipërisë）は、1946年、アルバニア王国の国王であるゾグー1世が退位し、アルバニア共産党が政権を握って誕生したバルカン半島の国家である。1976年までの国号はアルバニア人民共和国（アルバニアじんみんきょうわこく、Republika Popullore e Shqipërisë）であった。

## 歴史
第二次世界大戦末期の1944年11月29日、アルバニアではパルチザンとソ連軍による全土解放が行われ、アルバニア共産党を中心とした臨時政府（アルバニア民主政府）による統治が開始された。1946年1月11には人民共和国の成立を宣言。共産主義国家アルバニア人民共和国が誕生し、王政が廃止。エンヴェル・ホッジャを最高指導者とする政権が誕生した。
しばらくはソビエト連邦の強い影響下で国家運営がなされたが、1961年の中ソ対立を契機に対ソ連批判を展開。ソ連と袂を分かつ一方で中華人民共和国に接近して親中化し、経済援助と軍事支援を受けた。農業や教育を重視して識字率を5%から98%に改善して食糧の自給も達成した。また、1967年には、中国の文化大革命に影響されて「世界初の無神国家」を自称し、一切の宗教活動を禁止した。1968年にはプラハの春への軍事介入に抗議してワルシャワ条約機構を脱退、隣国ユーゴスラビアとの対立も続き、同様にソ連と距離を置いていたルーマニアのニコラエ・チャウシェスクも非難し、アルバニアは他のヨーロッパ諸国から自国を隔離した。1971年には国際連合でアルバニア決議を共同提案して国際社会で友好国の中国が確固たる立場を築くのに一役を買うも、中国が西側諸国や反共的な国々に接近したことに批判を強め、1976年にホッジャは毛沢東の葬儀に出席するも、後継者の華国鋒らがさらに3つの世界論に基づいた外交を展開したことに対して、中華人民共和国は自国を「第三世界の超大国」にさせることを企んでいると非難し、一転して反中となり（中ア対立）、1976年12月28日には国号をアルバニア社会主義人民共和国へ改称。
1978年には鄧小平によって改革開放路線に転換した中国からの援助も失い、他の共産圏に対してもマルクス・レーニン主義に反すると否定していたアルバニアは「世界唯一のマルクス・レーニン主義国家」を掲げた。ホッジャが掲げた反修正主義は「アルバニア派」と呼ばれ、主に発展途上の国々における左派において一定の支持を受けるも、肝心の自国の国際的な孤立は一層進んだ。
1980年代には「欧州一の最貧国」とまで揶揄されるほど経済は停滞。そのような中、1985年に指導者であるホッジャが死去。全国規模の反政府デモが頻発し、後継者ラミズ・アリアにより1990年から徐々に開放路線に政策を転換し始めた。1992年の総選挙によって非共産主義政権が誕生し、共産国家アルバニアは崩壊した。鎖国政策を転換して国際社会への復帰を急ぎ、経済復興を進めたが、1990年代に流行したネズミ講の破綻を契機とする暴動が発生するなど、近年も国情は安定していない。